# Université Pavol-Jozef-Šafárik
L'université Pavol-Jozef-Šafárik (UPJS) est la seconde université de la ville de Košice en nombre d'étudiants. Lors de sa création, en 1959, elle fut nommée ainsi, en l'honneur de l'historien et linguiste slovaque Pavel Jozef Šafárik.

## Composition
L'université Pavol-Jozef-Šafárik de Košice est composée de cinq facultés :
| Composante                             | Fondation | Nombre d'étudiants |
| -------------------------------------- | --------- | ------------------ |
| Faculté de médecine (sk)               | 1959      | 2 387              |
| Faculté des sciences naturelles (sk)   | 1963      | 1 336              |
| Faculté de droit (sk)                  | 1973      | 1 415              |
| Faculté d'administration publique (sk) | 1998      | 1 985              |
| Faculté des lettres (sk)               | 2007      | 784                |

Une antenne a fonctionné à Rožňava de 2006 à 2009.

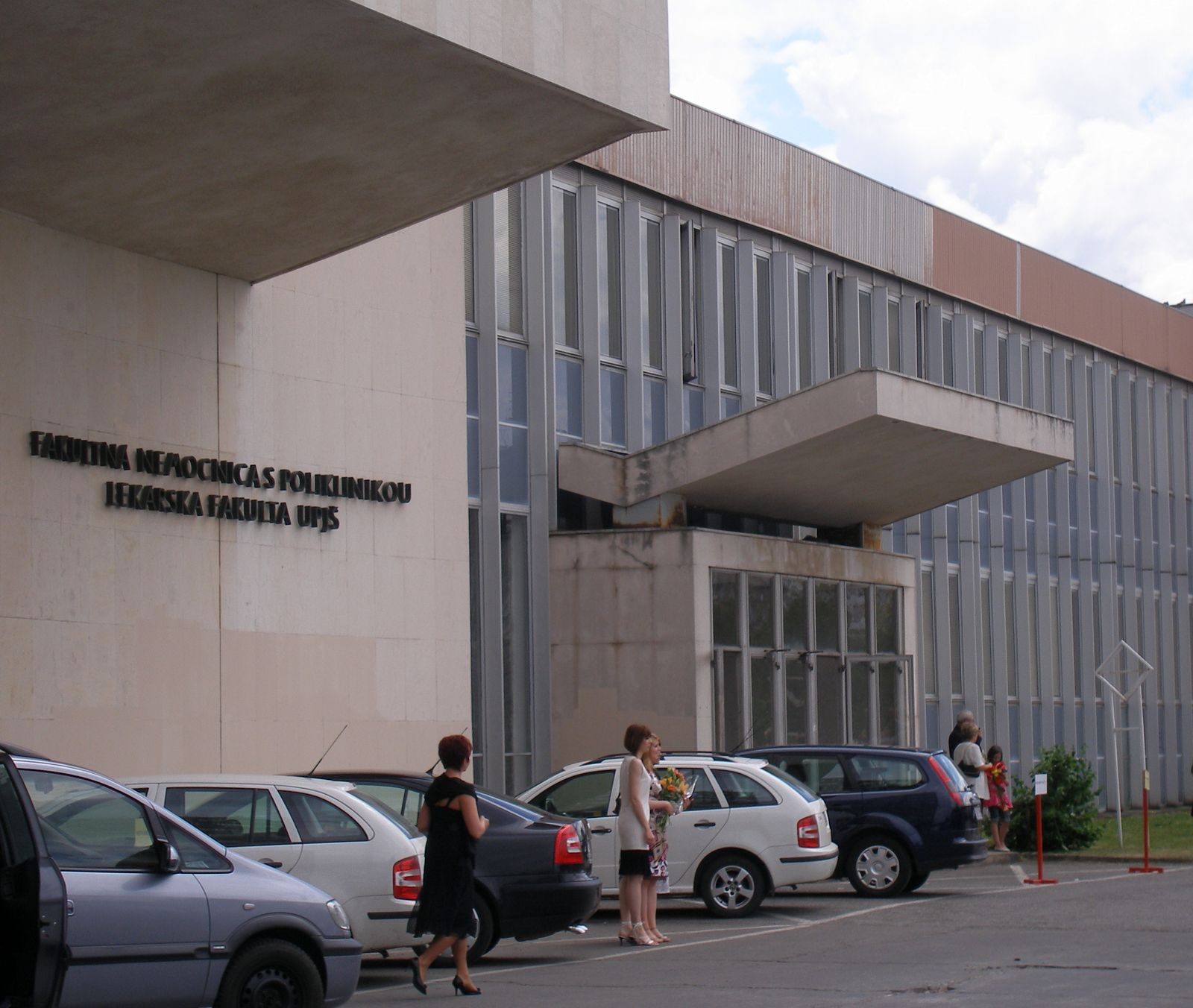
faculté de médecine